# Førergarden (Norge)
Førergarden var det norske nazistparti Nasjonal Samlings vagtstyrke for ministerpræsident Vidkun Quisling og partiets paradeafdeling fra 1942 til afslutningen af 2. verdenskrig i Norge i 1945. Styrken bestod af 2-4 kompagnier: ca. 150 håndplukkede frivillige, og den var NS-statens eneste faste styrke, som bar våben.
Førergarden blev ledet af sveitfører Per Carlson (20. april 1942–1. april 1944), Sverre Henschien (1944–1945) og sveitfører Sophus Kahrs (februar–maj 1945).
Førergarden bar gamle, mørkeblå garderuniformer til galla. Til tjenestebrug brugte den almindelige grønne uniformer. Begge uniformstyper havde skråhue og på venstre jakkeærme sad NS-statens emblem med ørn og solkors samt Quislings initialer V Q.

## Eksterne link
- Førergarden omtalt i Norsk krigsleksikon Arkiveret 14. november 2001 hos  Wayback Machine
- Ti fotografier fra Førergarden (søg på ”Førergarden”) Arkiveret 12. april 2008 hos  Wayback Machine